# 川サキ
川サキ（かわサキ、Kawasaki）は日本の映像ディレクターである。イアリンジャパンに所属し、KAMITSUBAKI STUDIO とは業務提携を結んでいる。繊細な感情表現とストーリー描写を持ち味に3DCG・セルアニメ・実写など手法にこだわらない映像表現を得意とする。川サキケンジ（かわサキケンジ、Kenji Kawasaki）名義でも知られる。

## 経歴
大阪出身。ゲームなどで子供の頃からCGに触れる機会が多く、中高生の頃はNHKの『デジタル・スタジアム』（2000–2010）を好んで観ていた。また、作ることや絵を描くことが好きで、3歳上の兄が絵を描くのが上手かったことが創作へのきっかけとなった。部活動はサッカー部で、現在でも草サッカーを続けている。
2006年にデジタルハリウッド大阪校で1年間3DCGを学び、卒業後2007年4月に白組に入社した。2012年にイアリンジャパンへ移籍しCMやPV等の映像ディレクションを行っている。KAMITSUBAKI STUDIOのバーチャルアーティスト花譜のビジュアルディレクションを手がけている。もともとCGディレクターとして制作に携わっていたが、現在では3D表現と2D表現をボーダレスに使いこなす。そういった業務の合間にオリジナル作品を制作し、発表している。2018年2月19日の『記憶』など、叙情的なシチュエーションを描く10本の連作で発表されたショートCGアニメーションがSNS上で注目を集めた。

## 作品

### 自主制作アニメ
デジタルハリウッドの卒業制作としてつくった『はな』という作品は、デジタルハリウッドグループ内のアワードでグランプリに選ばれている。2011年に発表した『チルリ』は第13回 DigiCon6 ASIAで入賞した。
- 『はな』（卒業制作、2006年）[1][5]
- 『チルリ』（2011年11月3日）[1][6]
- 『記憶』（2018年2月19日）[1][7]
- 『ごっこ』（2018年4月5日）[8][9]

### ディレクターとして
業務ではカンザキイオリ「音楽なんてわからない」、ヨルシカ「心に穴が空いた」などのミュージックビデオ制作を行っているほか、2018年からは花譜の動画・ミュージックビデオ全般の制作に携わり、その世界観を表現している。AdobeのPhotoshopやAfter Effects、CG作品では3ds Maxを使用している。
アートディレクター
- 花譜[2][3]
- 理芽[3]

ミュージックビデオ
- V.W.P - ディレクター[3]
- 不可逆性SNSミステリー 『Project:;COLD』 - 映像監督[3]
- ヨルシカ「心に穴が空いた」 - 監督[3][10][11]
- カンザキイオリ「音楽なんてわからない」 - 監督[3][12]
- Amazarashi「あんたへ」 - 監督[3][13]
- 星街すいせい「ソワレ」 - MVディレクター[14]
- さくらみこ「SUNAO」 - MVディレクター[15]

コマーシャル映像　
- Instagram 「好き、ぞくぞく、つづく」アニメーションWebCM - 監督[3]
- 東京海上日動火災保険「しあわせを守るもの」 - 監督[3]

プロモーションビデオ
- 福井県×「2.43　清陰高校男子バレー部」コラボＰＶ - 監督[3][16][17]
- 『ほたるの群れ』-　監督[3][18]
- サバかく「チャーリーの一日」 - 監督[3]
- 転校生 - 監督[3]
- ヴァルハイトライジング - 監督[3]
- VOCALOID “LUMi” 「神楽祭2017」 - 3Dモデル・ライブ映像[3]

### 参加プロジェクト
ミュージックビデオ
- CHRONICLE「君のいる場所」 - 演出・撮影・CG[3]
- さよなら、また今度ね「クラシックダンサー」 - 3DCG animation[3]

テレビアニメ
- RELEASE THE SPYCE - 3DCG アニメーション[3]
- 刻刻 - 3DCG [3]
- アニメガタリズ EDアニメーション - 3DCG [3]
- Fate/Grand Order -First Order- - 3DCG animation[3]

コマーシャル映像
- AUSWIDE BANK “The Big Hearted Bank” - CG監督[3]
- 放置少女 - アニメーションディレクター[3]
- Xperia「VOICES tilt-six Remix feat. 初音ミク」 - 3DCGアニメーション[3]

プロモーションビデオ
- 映画『GAMBA ガンバと仲間たち』 - 3DCG animation[3]
- 花王 リサイクリエーション - Animation director[3]
- STAR OCEAN anamnesis -TwinEclipse- - 3DCGディレクター[3]